# Eerste klasse 2004-05 (basketbal België)
Het seizoen 2004-2005 was de 58e editie van de hoogste basketbalcompetitie.
Net als vorig seizoen een reguliere competitie van 36 speeldagen waarbij elk team elkaar 4 maal ontmoet, daarna volgen de play-offs met 4 ploegen. Euphony Bree BBC behaalde zijn eerste landstitel , Union Huy promoveerde uit de tweede afdeling

## Naamswijziging
Quatro Bree BBC werd Euphony Bree BBC
Euphony Liège werd Liège BC
Vastiau Basket Groot Leuven werd Passe-Partout Basket Groot Leuven
Eurolines Vilvoorde werd Scarlet Vilvoorde

## Eindstand
|  |    |                                   | P  | W  | V  | G | Ptn |
|  | -- | --------------------------------- | -- | -- | -- | - | --- |
|  | 1  | Spirou Charleroi BC               | 36 | 28 | 8  | 0 | 92  |
|  | 2  | Euphony Bree BBC                  | 36 | 24 | 12 | 0 | 84  |
|  | 3  | Union Dexia Mons-Hainaut          | 36 | 22 | 14 | 0 | 80  |
|  | 4  | Telindus BC Oostende              | 36 | 21 | 15 | 0 | 78  |
|  | 5  | Euphony Liège                     | 36 | 19 | 17 | 0 | 74  |
|  | 6  | Passe-Partout Basket Groot Leuven | 36 | 18 | 18 | 0 | 72  |
|  | 7  | RB Antwerpen                      | 36 | 17 | 19 | 0 | 70  |
|  | 8  | R. Go Pass Verviers-Pepinster     | 36 | 16 | 20 | 0 | 68  |
|  | 9  | Scarlet Vilvoorde                 | 36 | 8  | 28 | 0 | 52  |
|  | 10 | Saeco Basket Union Hutoise        | 36 | 7  | 29 | 0 | 50  |

## Play-offs
- Best of three Halve Finales

Spirou Charleroi - Telindus BC Oostende 90-81
Telindus BC Oostende - Spirou Charleroi 70-76
Euphony Bree BBC - Dexia Mons-Hainaut 72-62
Dexia Mons-Hainaut - Euphony Bree BBC 81-78
Euphony Bree BBC - Dexia Mons-Hainaut 92-71
- Best of five

Spirou Charleroi - Euphony Bree BBC 77-90
Euphony Bree BBC - Spirou Charleroi 73-70
Spirou Charleroi - Euphony Bree BBC 72-64
Euphony Bree BBC - Spirou Charleroi 67-60
1928 · 1929 · 1930 · 1931 · 1932 · 1933 · 1934 · 1935 · 1936 · 1937 · 1938 · 1939 · 1940 · 1941 · 1942 · 1943 · 1944 · 1945 · 1946 · 1947 · 1948 · 1949 · 1950 · 1951 · 1952 · 1953 · 1954 · 1955 · 1956 · 1957 · 1958 · 1959 · 1960 · 1961 · 1962 · 1963 · 1964 · 1965 · 1966 · 1967 · 1968 · 1969 · 1970 · 1971 · 1972 · 1973 · 1974 · 1975 · 1976 · 1977 · 1978 · 1979 · 1980 · 1981 · 1982 · 1983 · 1984 · 1985 · 1986 · 1987 · 1988 · 1989 · 1990 · 1991 · 1992 · 1993 · 1994 · 1995 · 1996 · 1997 · 1998 · 1999 · 2000 · 2001 · 2002 · 2003 · 2004 · 2005 · 2006 · 2007 · 2008 · 2009 · 2010 · 2011 · 2012 · 2013 · 2014 · 2015 · 2016 · 2017 · 2018 · 2019 · 2020 · 2021